# Лёгонка
Лёгонка — это вымешленное растения в фильме Мухобойка, которая боится захода Солнца, и им питается Мухобойка, чтобы не боятся захода Солнца, но если будет боится, то выскачить, а если сесть сильную, то вероятность, что сильная Лёгонка выскачит, малая. Её н хочет Мухобойка ест через горький вкус, но принудительно заставляют её сть, чтобы не боялась, и ест, и имеет горький вкус.